# Taenioides eruptionis
A Taenioides eruptionis a csontos halak (Osteichthyes) főosztályának a sugarasúszójú halak (Actinopterygii) osztályába, ezen belül a sügéralakúak (Perciformes) rendjébe, a gébfélék (Gobiidae) családjába és az Amblyopinae alcsaládjába tartozó faj.

## Előfordulása
A Taenioides eruptionis a Csendes-óceán nyugati részén található meg. Egyaránt előfordul a trópusok sós- és brakkvízeiben is. A fenék közelségét keresi.

## Megjelenése
29 csigolyája és a farok alatti úszón 48 sugara van.